# Mirko Giansanti
Mirko Giansanti (Terni, 14 settembre 1976 – Terni, 7 agosto 2023) è stato un pilota motociclistico italiano.
Era figlio di Fosco Giansanti, che corse anch'egli come pilota professionista.

## Biografia
Iniziò a correre in moto a 7 anni. Nel 1996 debuttò nel motomondiale come wildcard nella classe 125 nel Gran Premio d'Italia con il team Pileri e andò a punti nel Gran Premio di Catalogna nello stesso anno, attirando l'attenzione del team Matteoni Racing, che lo fece correre l'anno successivo con una Honda.
Nella sua prima stagione completa concluse 9º, arrivando poi 6º nell'anno successivo. Nel 2000 passò al team Benetton Playlife, e fu il leader del mondiale dopo le prime gare, ma si fratturò la mano, perdendo così ogni speranza per il titolo. L'anno dopo si spostò al team Axo Racing e peggiorò la sua posizione in classifica generale, con un podio stagionale. Nel 2002 passò al team Scot Racing e concluse 15º, nel 2003 ritornò al team Matteoni Racing guidando una Aprilia, terminando 10º, e nel 2004 fu 9º. Nel 2005 passò alla classe 250, rimanendo sempre con il team Matteoni Racing e una Aprilia, concludendo la sua ultima stagione nel motomondiale con un 15º posto.
Nel 2008 corse con la Honda CBR600RR del team Berry Racing nel mondiale Supersport ma lasciò il campionato dopo le prime cinque gare.
Dal 2007 corse nel Campionato Italiano Velocità categoria Supersport: fu tredicesimo nel 2007, quindicesimo nel 2008 e quinto nel 2009, stagione nella quale collezionò due podi (entrambi al Mugello) e chiuse al quinto posto nel Campionato Europeo Supersport svoltosi in gara unica ad Albacete. L'anno successivo fu di nuovo impegnato nella Supersport 600 con una Triumph Daytona 675 del team Padova Motocorse. Chiuse undicesimo con 32 punti la classifica piloti. Nel 2011 passò alla guida di motociclette Kawasaki conquistando quattro piazzamenti a podio ed il quarto posto in classifica piloti. Nel biennio 2012-2013, sempre con Kawasaki, concluse al terzo posto in classifica.
È morto all'età di 46 anni il 7 agosto 2023.

## Risultati in gara

### Motomondiale
| 1996 | Classe | Moto  |  |  |  |  |     |  |  |  |  |  |  |  |    |     |    |  |  | Punti | Pos. |
| ---- | ------ | ----- |  |  |  |  | --- |  |  |  |  |  |  |  | -- | --- | -- |  |  | ----- | ---- |
| 1996 | 125    | Honda |  |  |  |  | Rit |  |  |  |  |  |  |  | 14 | Rit | 16 |  |  | 2     | 30º  |

| 1997 | Classe | Moto  |   |    |    |    |     |   |     |    |   |   |   |    |   |     |    |  |  | Punti | Pos. |
| ---- | ------ | ----- | - | -- | -- | -- | --- | - | --- | -- | - | - | - | -- | - | --- | -- |  |  | ----- | ---- |
| 1997 | 125    | Honda | 4 | 18 | 12 | 16 | Rit | 7 | Rit | 10 | 7 | 6 | 7 | 12 | 4 | Rit | 10 |  |  | 83    | 9º   |

| 1998 | Classe | Moto  |     |   |   |     |     |     |   |   |     |   |     |   |    |   |  |  |  | Punti | Pos. |
| ---- | ------ | ----- | --- | - | - | --- | --- | --- | - | - | --- | - | --- | - | -- | - |  |  |  | ----- | ---- |
| 1998 | 125    | Honda | Rit | 2 | 3 | Rit | Rit | Rit | 6 | 2 | Rit | 4 | Rit | 2 | 12 | 6 |  |  |  | 113   | 6º   |

| 1999 | Classe | Moto    |   |    |    |    |    |    |    |    |    |    |    |     |    |     |   |   |  | Punti | Pos. |
| ---- | ------ | ------- | - | -- | -- | -- | -- | -- | -- | -- | -- | -- | -- | --- | -- | --- | - | - |  | ----- | ---- |
| 1999 | 125    | Aprilia | 9 | 16 | 13 | 13 | 11 | 14 | 12 | 10 | 13 | 15 | 13 | Rit | 11 | Rit | 4 | 5 |  | 66    | 12º  |

| 2000 | Classe | Moto  |   |   |     |   |   |   |    |  |   |   |   |     |    |     |    |  |  | Punti | Pos. |
| ---- | ------ | ----- | - | - | --- | - | - | - | -- |  | - | - | - | --- | -- | --- | -- |  |  | ----- | ---- |
| 2000 | 125    | Honda | 2 | 3 | Rit | 2 | 2 | 2 | NQ |  | 6 | 5 | 7 | Rit | 13 | Rit | NP |  |  | 129   | 8º   |

| 2001 | Classe | Moto  |   |    |     |   |    |    |   |    |    |    |   |    |   |     |   |     |  | Punti | Pos. |
| ---- | ------ | ----- | - | -- | --- | - | -- | -- | - | -- | -- | -- | - | -- | - | --- | - | --- |  | ----- | ---- |
| 2001 | 125    | Honda | 8 | 12 | Rit | 2 | NP | 16 | 7 | 11 | 14 | 16 | 8 | 13 | 7 | Rit | 9 | Rit |  | 75    | 12º  |

| 2002 | Classe | Moto  |   |    |    |    |     |    |    |    |    |    |     |    |    |    |    |    |  | Punti | Pos. |
| ---- | ------ | ----- | - | -- | -- | -- | --- | -- | -- | -- | -- | -- | --- | -- | -- | -- | -- | -- |  | ----- | ---- |
| 2002 | 125    | Honda | 2 | 16 | 14 | 12 | Rit | 10 | 19 | 15 | 12 | 14 | Rit | 20 | 14 | 16 | 15 | 19 |  | 42    | 15º  |

| 2003 | Classe | Moto    |   |    |    |    |    |    |    |    |    |   |    |    |    |   |     |   |  | Punti | Pos. |
| ---- | ------ | ------- | - | -- | -- | -- | -- | -- | -- | -- | -- | - | -- | -- | -- | - | --- | - |  | ----- | ---- |
| 2003 | 125    | Aprilia | 2 | 15 | 10 | 12 | 11 | 12 | 15 | 11 | 11 | 7 | 10 | 14 | 11 | 7 | Rit | 5 |  | 93    | 10º  |

| 2004 | Classe | Moto    |   |    |   |   |    |   |   |   |     |   |     |   |    |     |    |    |  | Punti | Pos. |
| ---- | ------ | ------- | - | -- | - | - | -- | - | - | - | --- | - | --- | - | -- | --- | -- | -- |  | ----- | ---- |
| 2004 | 125    | Aprilia | 7 | 10 | 4 | 5 | 10 | 9 | 5 | 8 | Rit | 8 | Rit | 4 | 10 | Rit | 13 | 12 |  | 105   | 9º   |

| 2005 | Classe | Moto    |    |    |     |    |    |   |    |    |    |    |    |    |    |    |    |    |    | Punti | Pos. |
| ---- | ------ | ------- | -- | -- | --- | -- | -- | - | -- | -- | -- | -- | -- | -- | -- | -- | -- | -- | -- | ----- | ---- |
| 2005 | 250    | Aprilia | 10 | 14 | Rit | 17 | 12 | 9 | 18 | NE | 11 | 17 | 17 | 13 | 13 | 12 | 18 | 14 | 19 | 36    | 15º  |

| Legenda | 1º posto        | 2º posto            | 3º posto            | A punti      | Senza punti        | Grassetto – Pole position Corsivo – Giro più veloce |
| Legenda | Gara non valida | Non qual./Non part. | Ritirato/Non class. | Squalificato | '-' Dato non disp. | Grassetto – Pole position Corsivo – Giro più veloce |

### Campionato mondiale Supersport
| 2008 | Moto  |    |    |     |    |    |  |  |  |  |  |  |  |  |  | Punti | Pos. |
| ---- | ----- | -- | -- | --- | -- | -- |  |  |  |  |  |  |  |  |  | ----- | ---- |
| 2008 | Honda | 19 | 28 | Rit | 20 | 18 |  |  |  |  |  |  |  |  |  | 0     |      |

| 2011 | Moto     |  |  |  |    |     |  |     |  |  |  |  |  |  |  | Punti | Pos. |
| ---- | -------- |  |  |  | -- | --- |  | --- |  |  |  |  |  |  |  | ----- | ---- |
| 2011 | Kawasaki |  |  |  | 12 | Rit |  | Rit |  |  |  |  |  |  |  | 4     | 27º  |

| 2012 | Moto     |  |  |  |    |  |  |  |  |  |  |  |  |  |  | Punti | Pos. |
| ---- | -------- |  |  |  | -- |  |  |  |  |  |  |  |  |  |  | ----- | ---- |
| 2012 | Kawasaki |  |  |  | 17 |  |  |  |  |  |  |  |  |  |  | 0     |      |

| Legenda | 1º posto        | 2º posto            | 3º posto           | A punti      | Senza punti        | Grassetto – Pole position Corsivo – Giro più veloce |
| Legenda | Gara non valida | Non qual./Non part. | Ritirato/Non class | Squalificato | '-' Dato non disp. | Grassetto – Pole position Corsivo – Giro più veloce |